# Maison forte de La Sauffaz
La maison forte de la Sauffaz est une maison forte du XVe siècle, situé sur la commune de Saint-Félix, dans le département de la Haute-Savoie.

## Localisation
La maison forte est située au nord du bourg de Saint-Félix, au hameau de la Sauffaz.

## Historique
La maison forte est, dans les premières années du XVIe siècle, la possession de la famille de Charansonay (Charansonnex). originaire de Massingy.
Au XVIIe siècle, elle passe aux mains de la famille Maillard de Tournon, originaire de Rumilly, avant de devenir une exploitation agricole.
Elle est inscrite partiellement en 1977, au titre des Monuments historiques.

## Description
Elle se présente sous la forme d'un logis quadrangulaire avec dans un angle une tour ronde arasée. Au premier étage, une salle de prestige, l'aula, est décorée de peinture murale, consacrées aux « Neuf Preux », datant de la première moitié du XVIe siècle, objet de l'inscription au Monuments historiques. L'œuvre a été réalisée par un peintre originaire d'Italie.